# Tom Petri
Thomas Evert Petri, detto Tom (Marinette, 28 maggio 1940), è un politico e avvocato statunitense, membro della Camera dei Rappresentanti per lo stato del Wisconsin dal 1979 al 2015.

## Biografia
Rimasto orfano di padre durante la seconda guerra mondiale, Tom Evert venne adottato dal secondo marito di sua madre prendendo il cognome Petri. Dopo gli studi ad Harvard, Petri si laureò in legge e divenne avvocato.
Nel 1973 venne eletto come repubblicano al Senato di stato del Wisconsin, dove rimase fino al 1979. Nel 1974 provò a farsi eleggere al Senato degli Stati Uniti, ma venne sconfitto dal democratico in carica Gaylord Nelson.
Nel 1979 vinse di misura le elezioni speciali per assegnare il seggio alla Camera del deputato Bill Steiger, deceduto nel dicembre del 1978.
Dopo questa vittoria Petri fu rieletto altre diciassette volte senza mai affrontare una competizione serrata, eccetto che nel 1992. Nel 2014 annunciò il suo ritiro dal Congresso e lasciò il seggio dopo trentasei anni di servizio.
Tom Petri ha un'ideologia piuttosto centrista: sebbene generalmente sia contrario all'aborto, è favorevole alla ricerca sulle cellule staminali.